# Ґалахов Яків Якович
Я́ків Ґала́хов (13 березня 1865, село Городище, Калязинський повіт, Тверська губернія, Російська імперія — 12 вересня 1938, секретні могили ГУЛАГ СРСР, Казахстан) — церковний діяч Відомства православного сповідання Російської імперії, російський духовний письменник, протоієрей і пастир-проповідник, професор богослів'я Томського університету, один з ідеологів «Російської катакомбної церкви». Репресований, по більшій частині звинувачень реабілітований в 1990-ті (окрім останньої справи в Казахстані, 1938).

## Біографія
Народився 13 березня 1865 року в Тверській губернії, в селі Городище Калязинського повіту в родині священика. У 1885 році закінчив Тверську духовну семінарію по 2-му розряду, вступив до Казанської духовної академії, але зарахування було відкладено на рік. У 1885—1886 роках служив псаломщиком в одному з храмів Твері. Після закінчення академії в 1890 році отримав вчений ступінь «кандидат богословських наук» з правом викладання в духовній семінарії. У тому ж році архієпископом Тверським і Кашинським Савою Тихомировим був висвячений на священика Микільської церкви міста Бежецьк Тверській губернії, де почався його пастирський шлях. З 1897 року — священик, доглядач духовного училища міста Новоржев у Псковській губернії. У той же рік, за твір «Послання Святого апостола Павла до Галатів», був затверджений у ступені магістра богослов'я. Після служби на Псковщині був наглядачем Новоторжського духовного училища.
Викладав богослів'я в ряді духовних училищ в України — зокрема, в Харкові і Чернігові. З 14 вересня 1905 року священик Ґалахов став протоієреєм і ректором Чернігівської духовної семінарії. У 1906 році брав участь Передсоборній присутності. В період життя в Чернігові в родині священика Якова Ґалахова народився син Феодосій (1906).
З 14 серпня 1908 року Яків Ґалахов — професор богослів'я і керівник кафедри богослів'я в Томському університеті і, одночасно, — настоятель університетського храму, томської Казанської-Богородицької церкви. З 6 квітня 1911 року за сумісництвом обіймав пост професора богослів'я Томського технологічного інституту. У 1908—1914 роках перебував у Братстві святого Димитрія (Томськ), читав публічні лекції на релігійно-моральні теми в недільних духовних школах.
У 1908—1917 роки — він один із відомих вчених-істориків, активно працював з артефактами археологічних наукових експедицій; один із засновників Томського археологічного музею. З 1911 року по 1916 рік був членом наукового Товариства етнографії та історії при Томському державному університеті, брав участь у зборах томських мандрівників, антропологів, археологів і етнографів. З 1912 року — член наукового Томського єпархіального історико-археологічного комітету і завідувач Археологічним музеєм при Томському університеті. Був членом Вченої Ради університету. У період 1914—1920 років, як професор кафедри Богослів'я та історії церкви Томського державного університету, він читав обов'язковий до вивчення для студентів юридичного та медичного факультетів курс богослів'я. У 1914 році професор Яків Ґалахов виступив з пропозицією відкрити при Томському університеті перший в Росії теологічний факультет. З 1913 року він — викладач богослів'я Сибірських Вищих жіночих курсах. Одночасно з професорської посадою, в 1918—1920 роках, перебуваючи в сані протоієрея, займав посаду привата-доцента історико-філологічного факультету Томського університету. У цей передреволюційний період багато писав, публікувався в журналах «Віра і Розум», «Церковний вісник», «Недільна благодать», «Віра і життя», в газеті «Єпархіальні томські звістки».
У своїх роботах апологетичного характеру, в яких він критикував сучасні йому соціальні та політичні теорії (як соціалістичні, так і ліберальні), Ґалахов на зрозумілих прикладах доводив, що релігійний світогляд суперечить науковому і що сучасні досягнення науки підтверджують істинність християнства. До 1917 року він мав багато нагород, включаючи нагородний Наперсний хрест від Святійшого Синоду і орден Святої Анни 2-го ступеня.
Викладацька діяльність в університеті і в технологічному інституті передбачала і наукову богословську діяльність, плодом якої і стала книга «Про релігії». У Томську Ґалахов познайомився і перебував у дружбі з відомим російським ученим Миколою Кащенком.
У 1917—1918 рр. він був членом Собору Відомства православного віросповідання Росії від Томської єпархії. У 1918 році, після падіння влади більшовиків в Сибіру (травень-червень 1918 року) і введення Сибірського обласництва, Яків Ґалахов — активний учасник нової церковної перебудови в Сибіру. У листопаді 1918 року в Томську відбулося Сибірська церковна нарада. У ньому брали участь 13 архієреїв Росії, які очолювали єпархії Поволжя, Уралу, Сибіру і Далекого Сходу, а також 26 членів Всеросійського Собору з духовенства і мирян. Почесним головою Наради обрали митрополита Казанського Якова П'ятницького, а головою — архієпископа Симбірського Веніаміна Муратовського. На нараді було утворено Вище тимчасове церковне управління на чолі з омським архієпископом Сильвестром Ольшевським. У Вище тимчасове церковне управління увійшли архієпископи Симбирский Веніамін Муратовський, Уфимський Андрій Ухтомський, священики Яків Ґалахов і Володимир Садовський, професора П. Прокошев і А. Писарєв. Нарада тоді постановила, що після припинення своєї діяльності Вище тимчасове церковне управління зобов'язане в усьому дати звіт Патріарху Всієї Русі. Ґалахов виїхав до Омську, де була визначена резиденція Сибірського Тимчасового вищого церковного управління Росії. Дане Управління здійснювало всю церковну владу в районах, що знаходилися поза територіями більшовицької влади.
Після захоплення Києва Червоною Армією в ньому був розміщений основний штаб комуністів в Червоному Сибіру, Сибревком; тут же знаходилися військові та інші штаби. Ґалахов був заарештований в Омську чекістами 9 квітня 1920 року за звинуваченям в контр-революційній діяльності; 5 липня рішенням Омської ГУБЧК звільнений, але не виправданий, з цього часу в його документах з'явилася позначка про те, що брав «участь у білому русі». Повернувшись до Томська з червня 1920 року по травень 1921 року був настоятелем Троїцького кафедрального собору. Активно протестував проти «експропріацій» більшовиками церковний цінностей, чим викликав сильне роздратування влади. З травня по листопад 1922 року Яків Ґалахов, у складі групи з 33 томських священнослужителів і мирян на чолі з архієпископом Віктором Богоявленським, перебував під арештом у томській в'язниці. У серпні вироком Томського губернського Ревтрибуналу засуджений до розстрілу з повною конфіскацією особистого майна, проте потім, за листопадовим рішенням Сибтрибунала, розстріл був замінений на п'ятирічне ув'язнення в каторжну тюрму. З листопада 1922 по листопад 1924 року утримувався в каторжній в'язниці „Олександрівський централ“ (Олександрівський виправний будинок висновків, Олександрівський домзак ОГПУ) в Іркутської губернії. Вийшов із в'язниці достроково, за амністією відповідно до постанови Президії ВЦВК РРФСР про застосування приватної амністії від 24 лютого 1924 року — 4 лютого 1924 року термін тюремного ув'язнення був скорочений з 5 років до 2 років і 6 місяців. У грудні 1924 року церковна рада Троїцького собору Томська запропонувала йому настоятельське місце в храмі, але Ґалахов відмовився. Він залишився жити в Іркутську, почав служити тут священиком, настоятелем міської Благовіщенської церкви, активно брав участь в православному житті. Під час перебування в Іркутську іменувався митрофорним протоієреєм.
Знову заарештований органами ВЧК/ОГПУ (як ймовірний противник радянської влади) 12 квітня 1927 року. Особливою нарадою при Іркутській Колегії ОГПУ 1 липня 1927 року був звинувачений за статтею 58-13 КК РРФСР в рамках групової „справи єпископа Іраклія Попова і духовенства міста Іркутська“ і засуджений до 3 років заслання. По етапу відправлений у місто Туруханськ, селище Станок Потаповський (Красноярський край, в той час — Сибірський край). Після звільнення в 1930 році був позбавлений громадянських виборчих прав і без права жити в шести найбільших містах СРСР . Оселився в Казані у свого сина Миколи Ґалахова, колишнього доглядача Арського цвинтаря і настоятеля цвинтарного храму. Священнослужителі, які збиралися в храмах міста та церкви при Арському цвинтарі виступали за чистоту Російської православної релігії; проти розколу, пов'язаного з тим, що частина ієрархів Церкви пішла на співпрацю.

У 1930 році в Казані почалася чергова хвиля гонінь на церкву. У цей день були заарештовані перші 16 чоловік як «учасники Казанської філії „Всесоюзного Центру церковно-монархічної організації“ ІПЦ», (у тому числі єпископ Нектарій Трезвінський, єпископ Іоасаф Удалов, п'ять священиків і чотири професора Казанської духовної академії. Ґалахову було пред'явлено «Обвинувальний висновок», у якому говорилося:
Перебуваючи на засланні у Туруханську, здійснював зв'язок репресованого і засланого до Сибіру митрополита Кирила з Казанською „контрреволюційною організацією церковників“, забезпечуючи отримання директив і контрреволюційних відозв від митрополита Кирила для Казанської організації.
Після прибуття в Казань в 1930 році Ґалахов нібито був прямим учасником Казанської контрреволюційної організації церковників, надихаючи її в практичній антирадянської діяльності, зокрема в агітації на користь виступу Папи Пія за хрестовий похід проти радянської влади в СРСР. Особливою нарадою колегії ОГПУ Татарстану 5 січня 1932 року був засуджений до 3 років заслання в Казахстан. У цій же справі були засуджені понад 30 казанських церковників, у тому числі єпископ Іоасаф Удалов, єпископ Нектарій Трезвінський, професори Казанської духовної академії, монахи і монахині. Посилання відбував у Актюбінській області Казахстану, після завершення терміну заслання жив у Актюбінську. У цей період сталінщини і нової хвилі політичних репресій, ГУЛАГу (1937—1938 рр.), був знову заарештований і розстріляний за сталінськими розстрільними списками у вересні 1938 року за позасудовою постановою «трійки НКВС». Місце поховання невідоме.
Мав двох синів — російського вченого-фізико-хіміка Феодосія Ґалахова і священика  Миколу Ґалахова.

## Твори
- Послание святого апостола Павла к Галатам (Казань, 1887, магистерская диссертация, первый в истории России опыт историко-критической экзегезы по греческому тексту).
- Социалистические утопии XIX века и христианские начала человеческой жизни. — Харьков, 1902.
- Женский вопрос, его причины и оценка с христианской точки зрения // Христіанское чтеніе (журнал). — СПб., 1903, — № 6, с. 923—935; № 7, с. 94—107; № 8, с. 217— 234.
- Поворот к старому в учении о сущности жизненного процесса. — Харьков, 1904.
- Судьба теории саморазвития. — Харьков, 1905.
- Библейский допотопный человек и дилювиальный человек науки. — Харьков, 1905.
- Печальная страница в истории русского религиозного самосознания (по поводу «Вех»). — Томск, 1910.
- Николай Иванович Пирогов и его религиозно-философские взгляды. — Томск, 1911.
- Религиозное мировоззрение Л. Н. Толстого. — Томск, 1911.
- Социализм и христианство // ж-л Вера и жизнь. — Томск, 1912. №№ 17—24; 1913. № 2, 3 (отдельное издание: Чернигов, 1913).
- О религии, Богословско-философские исследования. I часть. — Томск, 1911, затем 1914.
- О религии, II часть. — Томск, 1915.
- Бог в природе // «Вера и Разум». — 1912. — №№ 10—13; 1916. — № 6/7, 11.
- Богословский юридизм: Страница истории университетского богословия // «Вера и Разум». — 1916. — № 4. — С. 420—426.
- Проблема зла. — Томск, 1915.
- Бог в человеке. — Харьков, 1918.

## Нагороди
- Орден Святої Анни 3-го ступеня (1911)
- Медаль в пам'ять царювання Олександра III
- Медаль «В пам'ять 300-річчя царювання дому Романових»
- Нагородний Наперсний Хрест

## Пам'ять
- Пам'ять богослова, крім згадок в спеціальній і православній літературі, не підтримується — немає інформації про топоніми, пам'ятники, меморіальні дошки (2012), немає його в списку православних новомучеників.